# Molson Canadian Amphitheatre
Das Molson Canadian Amphitheatre ist ein Amphitheater in Toronto, Kanada und gehört zum Freizeitpark Ontario Place.

## Geschichte und Nutzung
Die Freiluft-Arena wurde auf dem Areal des ehemaligen „Ontario Place Forums“ erbaut. In den Jahren 1994 und 1995 wurde das neue Bauwerk bis zum 17. Mai 1995 fertiggestellt. Entworfen wurde es von Michael Moxam. Am 18. Mai 1995 wurde das Amphitheater eröffnet. Die Arena besitzt eine Kapazität von 17.500 Zuschauern und wird hauptsächlich für Konzerte genutzt. Im Theater traten schon international bekannte Künstler wie Eric Clapton, Depeche Mode, Scorpions und Kanye West auf.